# Vladimir Đurđević
Vladimir Đurđević (Beograd, 10. jul 1977) srpski je dramski pisac i scenarista.

## Biografija
Vladimir Đurđević je rođen 10. jula 1977. godine u Beogradu. Od rođenja živi u Batajnici, gde je završio osnovnu školu, dok je gimnaziju završio u Zemunu, gde je i maturirao 1996. godine. Iste godine upisao je Mašinski fakultet, koji nije završio. Od septembra 2002. do juna 2003. godine bio je na odsluženju vojnog roka. Po povratku iz vojske prelazi na Višu mašinsku školu u Zemunu, na kojoj i apsolvira januara 2005. U julu iste godine upisuje Fakultet dramskih umetnosti u Beogradu, odsek dramaturgija.
Diplomirao je na Fakultetu dramskih umetnosti, odsek Dramaturgija. Od 2007. godine aktivno piše za pozorište, televiziju, radio i film. Debitovao je dramom Ne igraj na Engleze. Piše za radio, televiziju, pozorište i film. Drame su mu objavljivane u stručnim časopisima Scena, Teatron i TFT, prevođene na engleski, ruski, katalonski, bugarski, itd.
Akademsko zvanje docenta za predmet Dramaturgija stekao je 2014. godine, a u zvanje vanrednog profesora izabran 2017. na FEFA, gde drži nastavu iz predmeta Scenario i Digitalno pripovedanje.
Sa suprugom, glumicom Paulinom Manov, živi u Zemunu.

## Dela
Osim dramskih tekstova Vladimir Đurđević napisao je i tekstove songova za nekoliko amaterskih predstava kao i za potrebe svog nekadašnjeg rok benda.
| Drame:                                  |
| --------------------------------------- |
| Ne igraj na Engleze                     |
| Zbogom žohari (Balada o Pišonji i Žugi) |
| Dnevna zapovest                         |
| Savršen kroj                            |
| Tri klase i gospođa Nušić               |
| Bajka o pozorištu                       |
| Berači snova                            |
| TV serije:                              |
| Ono kao ljubav                          |
| Kuku Vasa                               |
| Praznična trilogija                     |
| Pomeri se s mesta                       |
| Nemoj da zvocaš                         |
| Komšije                                 |
| Grupa                                   |
| Nek ide život                           |
| Biser Bojane (TV serija)                |
| Neki bolji ljudi                        |
| Ljubav ispod zlatnog bora               |
| Kamiondžije d.o.o.                      |
| Zbornica (TV serija)                    |
| TV filmovi:                             |
| Talog                                   |
| Panta Draškić - cena časti              |
| Ne igraj na Engleze (tv film)           |
| Igrani filmovi:                         |
| Biser Bojane                            |
| Ne igraj na Engleze                     |
| Balada o Pišonji i Žugi                 |

## Literatura
- Đurđević, Vladimir. RAJ NA ZEMLJI. nova-drama.org.rs. Приступљено 26. 1. 2023.